# خيرمان مونيوث
خيرمان مونيوث (بالإسبانية: Germán Muñoz)‏ هو لاعب كرة قدم بيروفي، ولد في 23 يونيو 1973 في ليما في بيرو. شارك مع منتخب بيرو لكرة القدم. أما مع النوادي، فقد لعب مع سبورت بويز وسيينسيانو ونادي يونيفرسيتاريو ويونيون دي سانتا في.

## وصلات خارجية
- خيرمان مونيوث على موقع قاعدة بيانات كرة القدم.إي يو (الإنجليزية)
- خيرمان مونيوث على موقع ناشيونال فوتبول تيمز (الإنجليزية)